# 国見峠 (北海道)

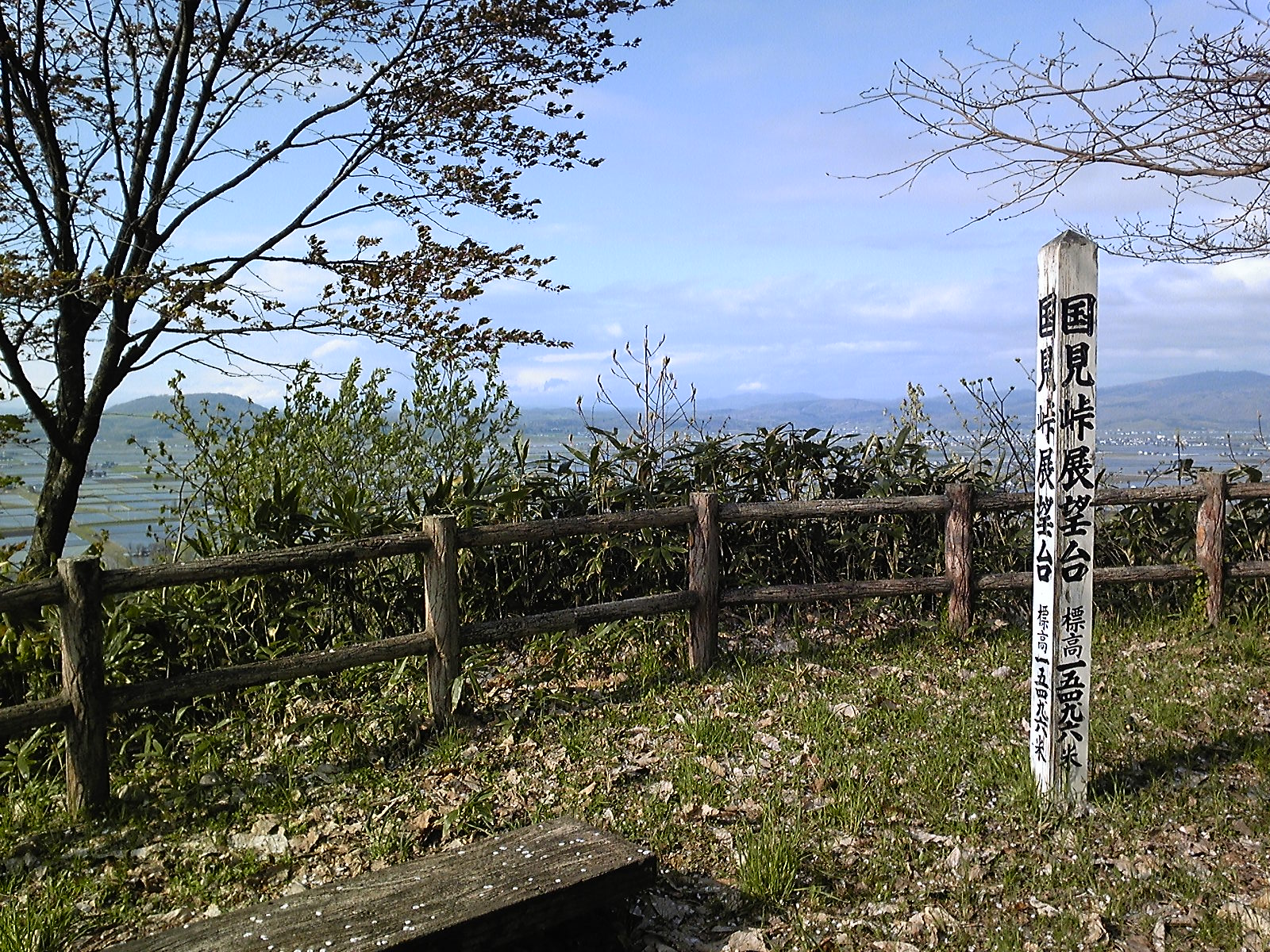
国見峠展望台

国見峠（くにみとうげ）は、北海道深川市にある峠。標高は154.96m。

## 概要
深川市の市街地南部の旧国道12号にある峠で、音江連山の東部に有る沖里河山山麓が石狩川と接する所にある。上川道路工事の着手時において吉村彦九郎らによって命名された峠で、石狩川の眺望が開け、現在は峠周辺は国見公園として整備されている。
1888年（明治21年）7月、陸軍次官桂太郎が上川道路の現地視察に訪れたさいの視察記録には、「音江より十町にて峠、字国見あり、此処に休憩午餐を喫したるが、勝景絶佳、雨竜、樺戸、空知、天塩、増毛の諸山を一望す」と記述されている。